# Michelangelo Seghizzi
Michelangelo Seghizzi, OP (1565 - março de 1625) foi um prelado católico romano que serviu como bispo de Lodi (1616–1625).

## Biografia
Michelangelo Seghizzi nasceu em Lodi, Itália, em 1565 e foi ordenado sacerdote na Ordem dos Pregadores. No dia 13 de junho de 1616 foi nomeado durante o papado de Paulo V como Bispo de Lodi. A 26 de junho de 1616, foi consagrado bispo por Giovanni Garzia Mellini, Cardeal-Sacerdote de Santi Quattro Coronati, com Ulpiano Volpi, Arcebispo Emérito de Chieti, e Alessandro Guidiccioni, Bispo de Lucca, servindo como co-consagradores. Serviu como Bispo de Lodi até à sua morte em março de 1625.